# Спогади і роздуми на фінішній прямій
«Спогади і роздуми на фінішній прямій» — мемуарно-автобіографічний твір ученого і громадського діяча Івана Михайловича Дзюби.

## Анотація
Мемуари І. М. Дзюби, видатного українського письменника, вченого і громадського діяча, написані у 2002-2006 роках.
Та щоденникові записи, життєві спостереження, використані у цій книзі, беруть початок ще у шкільні літа. Отже ці спогади — своєрідний "літопис самовидця", гранично документальний і реалістичний.
Перша частина — це розповідь про дитинство, шкільні й студентські роки; сім’ю, родичів, сусідів, про зниклу і зникаючу Атлантиду української Донеччини — донецького українського села і робітничого селища. їх поглинуло XX століття, вони існують фізично, але вже не в тій якості...
Друга частина спогадів відтворює суспільно активний період життя автора: від 1960-х років і до наших днів, торкається проблем утвердження незалежної Української Держави. Але основна увага — до внутрішнього світу, до переживань і формування світогляду оповідача, до "непарадних" сторінок історії, до постатей людей, поруч із якими автор верстав нелегкі життєві шляхи

## Видання
Іван Дзюба. Спогади і роздуми на фінішній прямій. — Київ : Криниця, 2008. — P. 926.

## Див. Також
- «Інтернаціоналізм чи русифікація?»
- «Грані кристала»